# Marokko beim Eurovision Song Contest
Teilnehmende Rundfunkanstalt

Erste Teilnahme
1980
Bisher letzte Teilnahme
1980
Anzahl der Teilnahmen
1 (Stand 1980)
Höchste Platzierung
18 (1980)
Höchste Punktzahl
7 (1980)
Niedrigste Punktzahl
7 (1980)
Punkteschnitt (seit erstem Beitrag)
7,00 (Stand 1980)
Punkteschnitt pro abstimmendem Land im 12-Punkte-System
0,39 (Stand 1980)
Dieser Artikel befasst sich mit der Geschichte Marokkos als Teilnehmer am Eurovision Song Contest.

## Regelmäßigkeit der Teilnahme und Erfolge im Wettbewerb

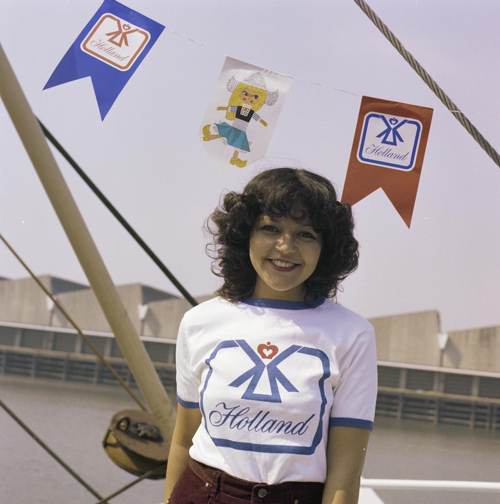
Samira Saïd auf ihrer Postkarte vom Eurovision Song Contest 1980

Marokko nahm erstmals und einmalig 1980 am Eurovision Song Contest teil. Allerdings war diese Teilnahme von wenig Erfolg geprägt. So erreichte das Land lediglich den vorletzten Platz. 1981 zog sich das Land dann wieder vom Wettbewerb zurück und verzichtet seither auf eine Teilnahme.
Marokko ist damit bis dato das einzige afrikanische Land, das sich je am Eurovision Song Contest beteiligte. Zwei andere arabischsprachige Länder standen jeweils kurz vor der Teilnahme, zogen diese jedoch wieder zurück: Der Libanon meldete sich 2005 am Wettbewerb an mit der Sängerin Aline Lahoud und dem Titel Quand tout s’enfuit. Auch das afrikanische Land Tunesien meldete sich bereits bei einem Song Contest an, nämlich am Eurovision Song Contest 1977. In beiden Fällen war allerdings die gleichzeitige Teilnahme Israels ein Grund für den späteren Rückzug.

### Möglicher Wiedereinstieg
Aufgrund einer möglichen Absage Israels im Jahre 2015 meldete der marokkanische Sender 2MTV Interesse am Song Contest und bemühte sich vergeblich um einen Eintritt in die EBU. Da Israel aber dann doch seine Teilnahme für den Eurovision Song Contest 2015 bestätigte, sagte Marokko am 31. Oktober 2014 seine Teilnahme ab und bleibt erneut dem Wettbewerb fern. Allerdings schickte das Land zur Beobachtung eine Delegation zum Eurovision Song Contest 2015 in Wien. 
Am 10. Dezember 2020 nahmen Israel und Marokko zueinander diplomatische Beziehungen auf. Bisher war es aufgrund marokkanischer Gesetze nicht möglich gemeinsam mit Israel am Eurovision Song Contest teilzunehmen. Bisher kam es jedoch nicht zu einer Rückkehr Marokkos.

## Liste der Beiträge
Farblegende:
– 1. Platz. 
– 2. Platz. 
– 3. Platz. 
– Punktgleichheit mit dem letzten Platz.
– ausgeschieden im Halbfinale/in der Qualifikation/im osteuropäischen Vorentscheid.
– keine Teilnahme/nicht qualifiziert.
| Jahr      | Interpret                | Titel Musik (M) und Text (T)                               | Sprache                  | Übersetzung              | Finale                   | Finale                   | Halbfinale/ Qualifikation     | Halbfinale/ Qualifikation     | Nationaler Vorentscheid  |
| Jahr      | Interpret                | Titel Musik (M) und Text (T)                               | Sprache                  | Übersetzung              | Platz                    | Punkte                   | Platz                         | Punkte                        | Nationaler Vorentscheid  |
| --------- | ------------------------ | ---------------------------------------------------------- | ------------------------ | ------------------------ | ------------------------ | ------------------------ | ----------------------------- | ----------------------------- | ------------------------ |
| 1980      | Samira Saïd سميرة سعيد   | Bitakat hob بطاقة حب M: Abdel Ati Amenna; T: Malou Rouanne | Arabisch                 | Botschaft der Liebe      | 18 / 19                  | 7                        | Kein Halbfinale stattgefunden | Kein Halbfinale stattgefunden | interne Auswahl          |
| seit 1981 | Auf Teilnahme verzichtet | Auf Teilnahme verzichtet                                   | Auf Teilnahme verzichtet | Auf Teilnahme verzichtet | Auf Teilnahme verzichtet | Auf Teilnahme verzichtet | Auf Teilnahme verzichtet      | Auf Teilnahme verzichtet      | Auf Teilnahme verzichtet |

## Nationale Vorentscheide
Der einzige Beitrag Marokkos beim Song Contest wurde intern ausgewählt. Damit ist Marokko neben Monaco das einzige Land, das je am Song Contest teilnahm und nie einen nationalen Vorentscheid abhielt.

## Sprachen
Da Marokko nur 1980 teilnahm und damals noch die Regel existierte, dass das jeweilige Land seine Lieder auf der Landessprache vorstellen musste, sang Marokko auf Arabisch. Das markierte das erste Auftreten dieser Sprache beim Wettbewerb. 2009 trat diese Sprache nochmals in Erscheinung, als Israel sein Lied teilweise auf Arabisch vorstellte und 2019, als Italien einen kurzen Teil im Lied Soldi auf Arabisch vorstellte.

## Punktevergabe
Folgende Länder erhielten die meisten Punkte von oder vergaben die meisten Punkte an Marokko (Stand: 1980):
| Die meisten vergebenen Punkte | Die meisten vergebenen Punkte | Die meisten vergebenen Punkte |
| Platz                         | Land                          | Punkte                        |
| ----------------------------- | ----------------------------- | ----------------------------- |
| 1                             | Türkei                        | 12                            |
| 2                             | Deutschland                   | 10                            |
| 3                             | Vereinigtes Königreich        | 08                            |
| 4                             | Schweiz                       | 07                            |
| 5                             | Schweden                      | 06                            |

| Die meisten erhaltenen Punkte | Die meisten erhaltenen Punkte | Die meisten erhaltenen Punkte |
| Platz                         | Land                          | Punkte                        |
| ----------------------------- | ----------------------------- | ----------------------------- |
| 1                             | Italien                       | 7                             |

### Vergaben der Höchstwertung
1980 vergab Marokko die Höchstpunktzahl an die Türkei.
| Erhaltendes Land | Erhaltendes Land | Erhaltendes Land |
| Jahr             | Land             | Platz            |
| ---------------- | ---------------- | ---------------- |
| 1980             | Türkei           | 15               |